# 小行星19120
小行星19120（19120 Doronina）是一颗绕太阳运转的小行星，为主小行星带小行星。该小行星于1983年8月6日发现。

## 轨道参数
小行星19120的轨道半长轴为2.5690838 UA，离心率为0.214。